# Andrei Sokolov (escaquista letó)
|  | Per a altres significats, vegeu «Andrei Sokolov». |

Andrei Sokolov (letó: Andrejs Sokolovs; rus: Андрей Юрьевич Соколов; nascut el 23 de febrer de 1972) és un jugador d'escacs letó, que té el títol de Mestre Internacional des de 1992.

## Resultats destacats en competició
A finals dels 1980 i començaments dels 1990 Andrei Sokolov era un dels millors escaquistes de Letònia. Va participar regularment al campionat d'escacs de Letònia, i com a millors resultats hi obtingué un segon lloc el 1990 (el campió fou Edvīns Ķeņģis) i el 1994 (el campió fou Valerij Zhuravliov).
Andrei Sokolov ha jugat, representant Letònia a les olimpíades d'escacs:
- El 1994, al tauler suplent a la 31a Olimpíada a Moscou (+1 −1 =6);
- El 1996, al quart tauler a la 32a Olimpíada a Erevan (+1 −1 =6).

També ha representat Letònia al campionat d'Europa d'escacs per equips:
- El 1992, al quart tauler a Debrecen (+0 −1 =6);

Des de 2002 Sokolov ha participat molt esporàdicament en torneigs d'escacs, tot i que manté el seu lloc en el top ten d'escaquistes letons segons la llista d'Elo de la FIDE. Actualment viu a Veliky Nóvgorod i juga bàsicament torneigs d'escacs ràpids. El 2013 va guanyar el torneig obert de ràpides i semirràpides de l'oblast de Nóvgorod.